# David Foster (producteur)
Pour les articles homonymes, voir David Foster.
 (mai 2025).
David Foster est un producteur américain né en 1929 et mort le 23 décembre 2019.
Il est le père du producteur Gary Foster.

## Filmographie
- 1971 : John McCabe (McCabe & Mrs. Miller)
- 1972 : Guet-apens (The Getaway)
- 1974 : The Nickel Ride
- 1975 : La Toile d'araignée (The Drowning Pool)
- 1977 : Héros (Heroes)
- 1977 : First Love
- 1978 : Psychose phase 3 (The Legacy)
- 1981 : Caveman
- 1982 : Between Two Brothers (TV)
- 1982 : The Gift of Life (TV)
- 1982 : The Thing
- 1983 : Second Thoughts
- 1984 : Mass Appeal
- 1985 : Un été pourri (The Mean Season)
- 1986 : News at Eleven (TV)
- 1986 : Short Circuit
- 1986 : Deux flics à Chicago (Running Scared)
- 1988 : Short Circuit 2 - Appelez-moi Johnny 5 (Short Circuit 2)
- 1988 : Full Moon in Blue Water
- 1989 : Skate Rider (en) (Gleaming the Cube)
- 1994 : Guet-apens (The Getaway)
- 1994 : La Rivière sauvage (The River Wild)
- 1998 : Le Masque de Zorro (The Mask of Zorro)
- 1999 : Clubland (en)
- 2002 : Dommage collatéral (Collateral Damage)
- 2002 : Mission Évasion (Hart's War)
- 2003 : Fusion (The Core)
- 2005 : Fog
- 2008 : Stalked
- 2011 : The Thing de Matthijs van Heijningen Jr.